# 임학규 (대한제국)
임학규(林鶴奎, ? ~ 1909년 10월 12일)는 대한제국 조선 시대 후기의 항일 의병장이다.

## 생애

### 일생
전라도 보성에서 임창모(林昌模)의 장자(長子)로 출생한 그는 일찍이 아버지와 함께 의병 운동에 참여하였는데 특히 아버지 임창모(林昌模) 선생이 1905년 을사의병 운동에 참여하여 양회일(梁會一)과 합세하여 의병들을 이끌고 전라남도 광산군 광주읍으로 진군 중 체포되어 지도(智島)로 유배된 적이 있었지만 1908년 아버지 임창모(林昌模) 선생이 유배에서 석방되어 전라남도 보성군에 귀환하자 고향 보성 출신이었던 안규홍(安圭洪)을 의병장으로 추대하고, 아버지 임창모는 선봉장이 되었으며, 임학규는 아버지 휘하의 부관(副官)이 되어 적과의 접전에 적극 참전하였다.
1908년 6월에는 아버지 임창모가 독립 의병 부대를 편성하여 부대장 장군(部隊長 將軍)이 되고 전라남도 보성을 주요 거점으로 찍어 작전 지휘 활약할 때는 부장(副將)이 되어 활약하였으며 이듬해 1909년 10월 12일, 일본 육군 중위가 인솔하는 일본 육군 보병 제2연대와 맞붙으며 전라남도 보성군 복내면에서 40여 명의 동지와 함께 일본군에 대항하여 접전하였지만 교전 중에 아버지와 함께 현장에서 일본 육군의 총에 사살되어 전사 순국하였다.

## 사후
그의 사후 대한민국 정부에서는 그의 공훈을 기리어 1963년 대한민국 대통령 표창장이 추서되었으며 1991년 대한민국 건국훈장 애국장이 추서되었다.